# Попов, Пётр Григорьевич (педагог)
Пётр Григорьевич Попов (1856—1915/1916) — русский педагог, организатор метеорологической обсерватории в Курской губернии.

## Биография
Родился в слободе Морквино, Морквинской волости Новооскольского уезда Курской губернии.
В 1878 году окончил с золотой медалью Петербургский учительский институт, уехал в Курск, где стал преподавать историю, географию и космографию в Курской учительской семинарии. Одновременно он преподавал в курской Мариинской женской гимназии. В 1909 году П. Г. Попов был назначен инспектором народных училищ Курской губернии.
На торжественном публичном собрании Курской городской думы по случаю празднования 100-й годовщины со дня рождения Ф. А. Семёнова 20 апреля 1894 года, Попов предложил увековечить память учёного-астронома учреждением метеорологической станции его имени. Предложение было принято и Попов взялся за её организацию. Метеостанция была открыта в 1896 году при Курской учительской семинарии на правах её учебного подразделения и названа Семёновской. Первым её заведующим (без жалования) стал сам П. Г. Попов. Метеорологические инструменты для станции были получены в дар от Русского географического общества и Главной физической обсерватории. Финансировало работу метеостанции Курское земство, на средства которого её оборудование было усовершенствовано и расширено до уровня обсерватории. В семинарии Попов стал преподавать новый учебный предмет — основы метеорологии. 
В 1900 году Попов знакомился с работой метеорологических обсерваторий в Западной Европе, принимал участие во Всемирной выставке в Париже. 
П. Г. Попов был одним из основателей и наиболее активных членов Курской губернской учёной архивной комиссии. Он представлял её на нескольких Археологических съездах России.
В 1909 году Попов сделал два доклада на II метеорологическом съезде при императорской Академии наук.
П. Г. Попов был членом-сотрудником Русского географического общества и членом-корреспондентом Николаевской Главной физической обсерватории. 
Был награждён орденами Св. Станислава 2-й и 3-й степеней, Св. Анны 2-й и 3-й степеней.
Умер 19 декабря 1915 (1 января 1916) года от припадка сердечной астмы в вестибюле Дворянского собрания, где должна была рассматриваться смета метеорологической сети губернского земства. Посмертно ему был пожалован чин действительного статского советника.